# Abor & Tynna
Abor & Tynna son un dúo musical austriaco formado por los hermanos Attila (27 de agosto de 1998) y Tünde Bornemisza (22 de diciembre de 2000). Ambos están especializados en música pop, hip-hop y electrónica.

## Historia
Los hermanos crecieron en una familia de artistas de Hungría y Rumanía. Su padre, Csaba Bornemisza, es violonchelista de la Filarmónica de Viena, la orquesta de la Ópera Estatal de Viena, desde 1993.
En 2016, Abor y Tynna grabaron su primera canción juntos. En 2024, aparecieron como teloneros en la gira de Nina Chuba. En 2025, se presentaron con al concurso Chefsache ESC 2025 - Wer singt für Deutschland? con su canción «Baller», de su álbum debut Bittersüß, que fue transmitido por ARD el 1 de marzo de 2025. Con «Baller», Tünde Bornemisza cantó la única canción completamente en alemán del concurso, siendo acompañada por su hermano al violonchelo. Tras ganar el certamen, consiguieron el derecho de representar a Alemania en el Festival de la Canción de Eurovisión 2025, celebrado en Basilea, Suiza.